# 헬가펠 화산

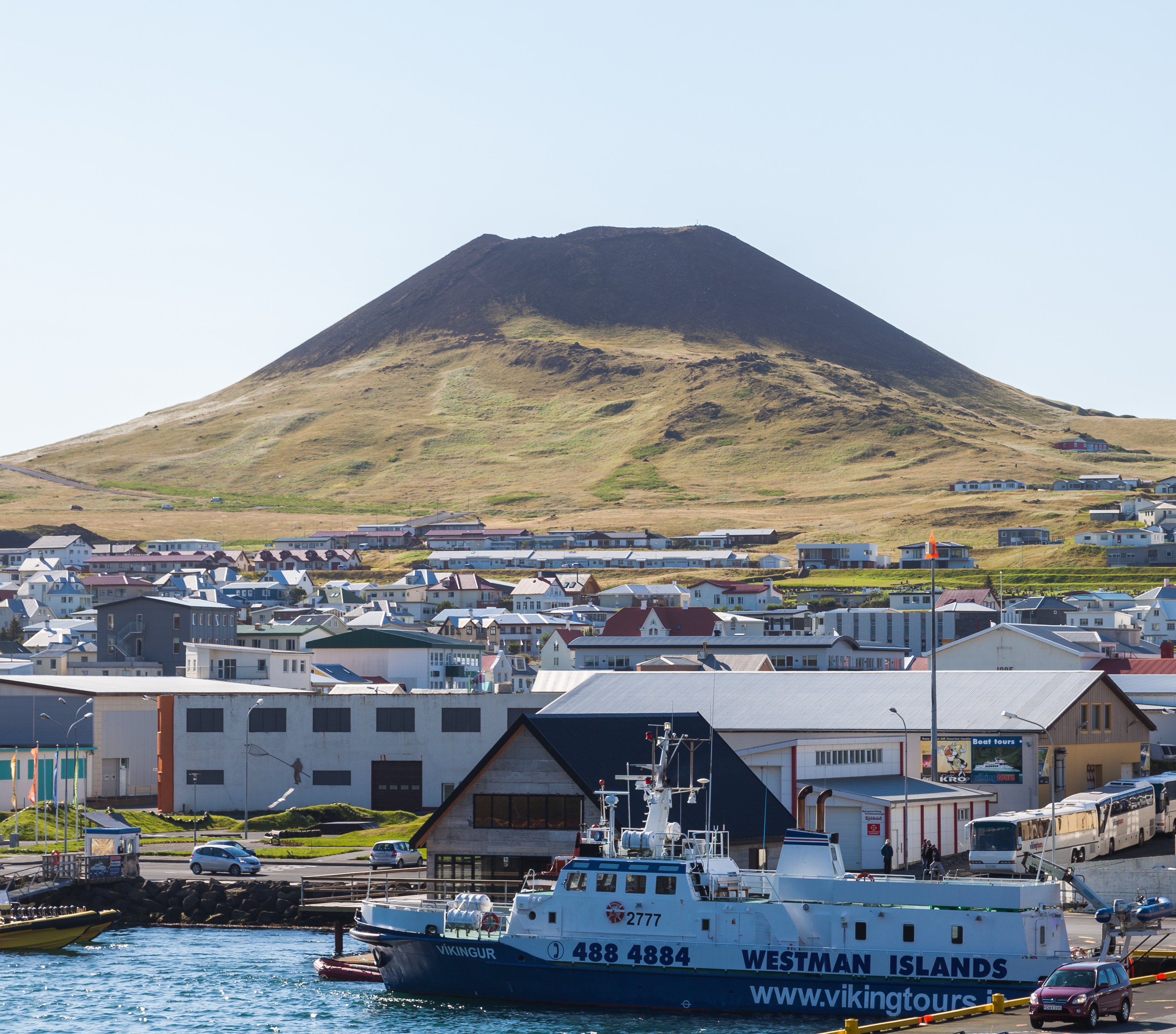

헬가펠 화산(Helgafell)은 아이슬란드의 헤이마에이섬에 솟아있는 화산으로, 성층 화산이다. 옆에는 엘드펠 화산이 솟아있으며, 이 화산은 활동적이지 않다. 분화구는 없으며, 엘드펠 화산보다 더 높다.